# Glyptothorax callopterus
Glyptothorax callopterus és una espècie de peix de la família dels sisòrids i de l'ordre dels siluriformes.

## Distribució geogràfica
Es troba a la península de Malaca.